# Wiltrud Steinbach
Wiltrud Steinbach ist eine ehemalige deutsche Tischtennisspielerin mit ihrer aktiven Zeit in den 1950er Jahren. 
Wiltrud Steinbach spielte bis etwa 1955 beim Verein TV Geismar, wechselte dann in die Oberliga zu TK Hannover und 1956 zu SSV Hellas Göttingen (der seit 1980 in den Verein ASC 1846 Göttingen aufging). Sie gehörte zu den Spitzenspielerinnen des Landes Niedersachsen. 1955 erreichte sie bei der Niedersachsen-Meisterschaft zusammen mit Waltraud Zehne das Endspiel im Doppel. Ihren  größten Erfolg erzielte sie bei der Deutschen Meisterschaft 1957, wo sie im Doppel mit Oda Mielenhausen bis ins Halbfinale kam.